# Huaca Prieta

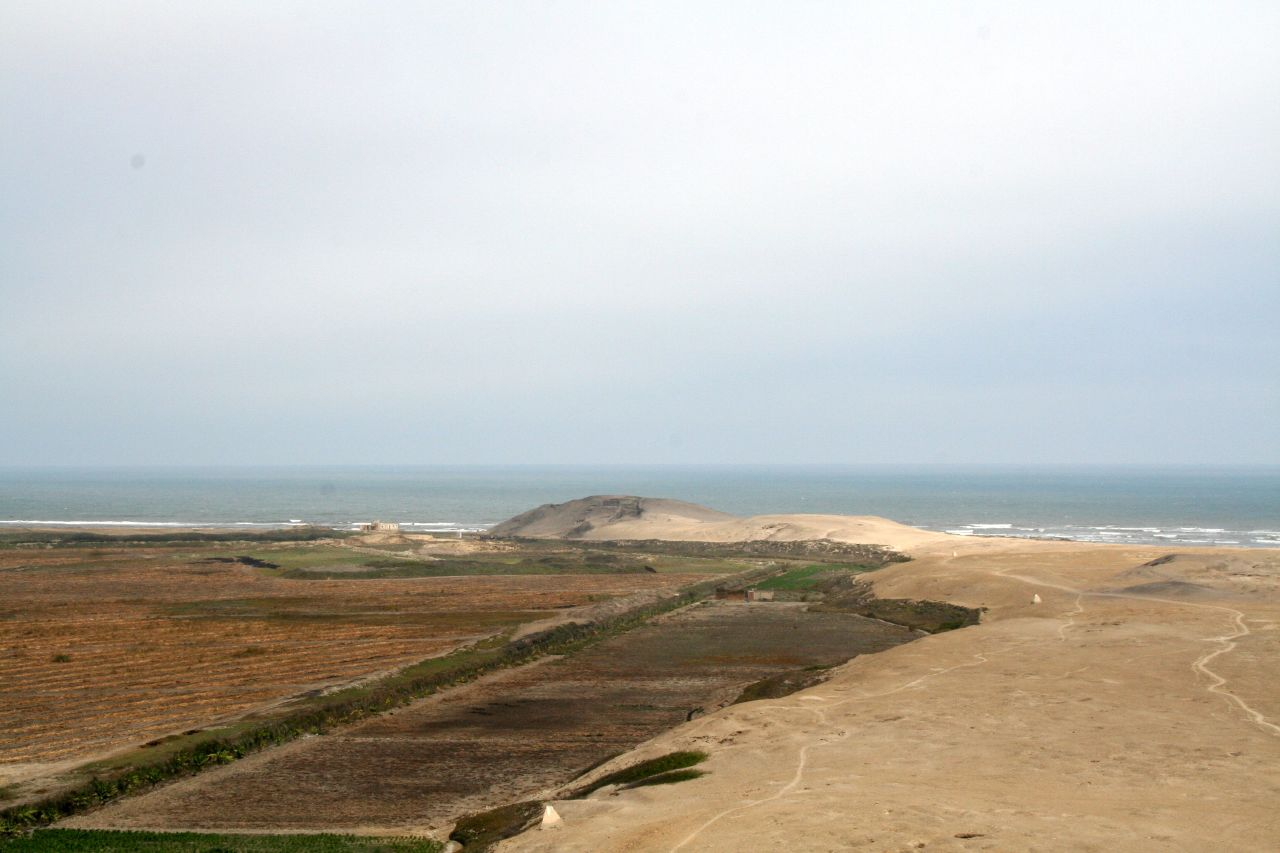
Huaca Prieta.

Huaca Prieta es un sitio arqueológico situado a 5 km  al norte de la desembocadura del río Chicama, en las inmediaciones de la caleta del Brujo, provincia de Ascope, departamento de La Libertad, Perú. Fue descubierta por un equipo de arqueólogos encabezados por Junius Bird. 
Es parte del complejo arqueológico El Brujo, junto a Huaca Cortada y Huaca Cao Viejo. 
Una primera fase de ocupación corresponde al período paleoindio con presencia humana intermitente fechada entre 15 000 y 8000 años antes del presente. Una fase más reciente corresponde cronológicamente al período precerámico, siendo su antigüedad aproximada de 4000 a 2500 a. C. 
El hallazgo más resonante de Huaca Prieta, lo constituye el descubrimiento del tejido más antiguo del mundo, fechado 7.800 años antes del presente, que develó un avanzado uso de algodón cultivado, no silvestre. 
Un equipo de arqueólogos analizó los más de tres mil fragmentos de tejidos, en su mayoría de fibra de algodón, trozos de textiles encontrados en distintas capas de la excavación. En cinco de ellos hallaron trazos de índigo o añil, un fuerte color azul muy difícil de conseguir y el mismo con el que se tiñen hoy los blue jeans; uno de ellos tenía 6 mil años de antigüedad. El hallazgo, que aparece publicado en Science Advances, es el más antiguo en su tipo. 

## Estudios
Fue estudiada por el arqueólogo estadounidense Junius Bouton Bird, entre 1946 y 1947. Su nombre de Huaca Prieta se debe a la enorme masa de ceniza y desperdicios descompuestos que le dan una coloración muy oscura al terreno.
En 2017 fueron divulgados los resultados de excavaciones más extensas, realizadas a profundidad mayores, en las cuales fueron hallados depósitos culturales subyacentes a los montículos.

## Cronología
El descubrimiento de Huaca Prieta, significó un hito fundamental en la historia de la arqueología peruana. Sus restos fueron los primeros en ser sometidos a la novedosa técnica del Radio Carbono-14, para precisar su antigüedad. Esta, calculada en 2500 a. C., es decir, tiene una antigüedad de más de 4500 años, conmocionó la cronología arqueológica peruana, pues se trataba de los restos más antiguos del periodo pre-cerámico, es decir, inmediatamente antes de la aparición de la alta cultura. 
El Precerámico, corresponde a las fases finales del Periodo Arcaico Andino, según la periodificación de uso más común actualmente.

## Descripción
El sitio arqueológico de Huaca Prieta es un conjunto apiñado de pequeñas casas semi-subterráneas, cuadradas u ovaladas, con estrechas entradas y escalones de acceso. Para su construcción se utilizaron cantos rodados extraídos del cauce del río, junto con una mezcla de agua y basura. Todo el conjunto estaba circundado por desperdicios acumulados por generaciones. Al parecer, la principal razón para que el hombre de Huaca Prieta no construyera al ras del suelo, era la dificultad de levantar fuertes paredes independientes.

## Hallazgos

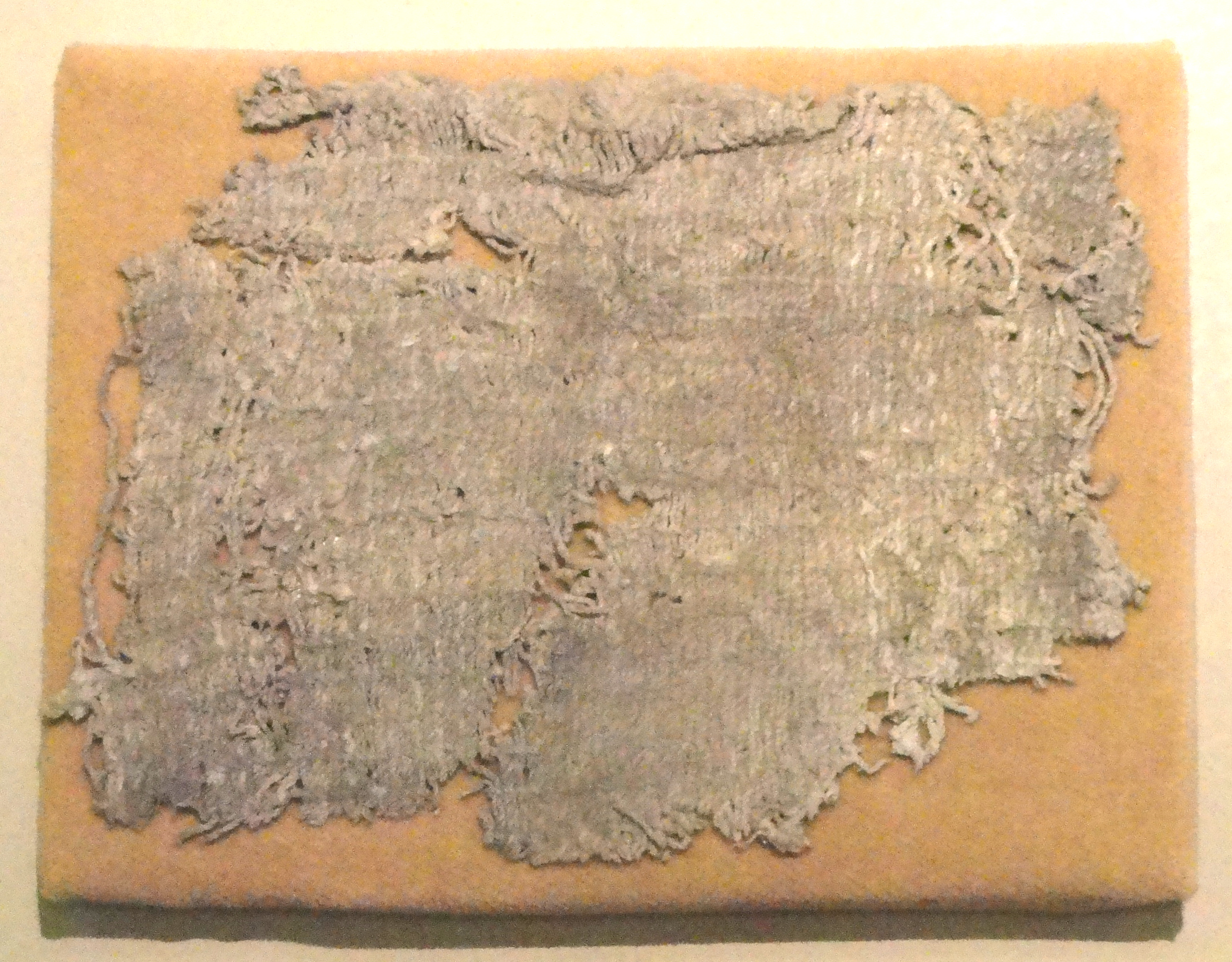
Fragmento de textil de fibra de algodón hallado en Huaca Prieta.

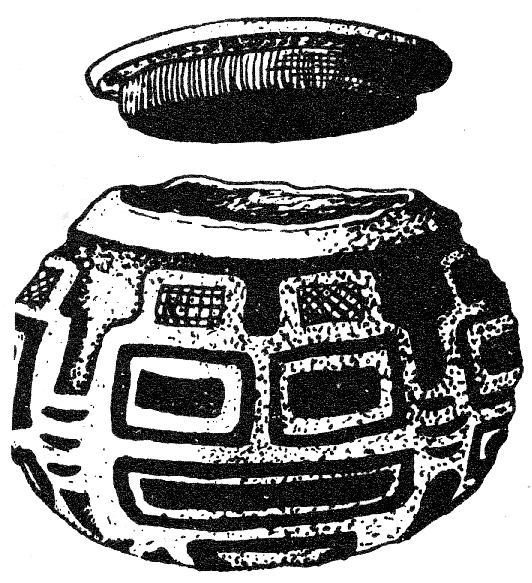
Dibujo que representa a la calabaza o mate pirograbado hallado en Huaca Prieta, decorado con un diseño de rostro humano felinizado.

El hallazgo más resonante lo constituye el descubrimiento del tejido de algodón más antiguo del mundo, fechado 7.800 años antes del presente, que develó un avanzado uso de algodón cultivado, no silvestre. 
En 1940, las excavaciones en Huaca Prieta, un sitio arqueológico en la costa norte del Perú, develaron un avanzado uso de algodón cultivado, no silvestre. El equipo de arqueólogos analizó los más de tres mil fragmentos de tejidos, en su mayoría de fibra de algodón, trozos de textiles encontrados en distintas capas de la excavación. En cinco de ellos hallaron trazos de índigo o añil, un fuerte color azul muy difícil de conseguir y el mismo con el que se tiñen hoy los blue jeans; uno de ellos tenía 6 mil años de antigüedad. El hallazgo, que aparece publicado en Science Advances, es el más antiguo en su tipo.
"Este descubrimiento es relevante, porque localiza el primer uso del colorante índigo, el que requiere un proceso que era bastante complicado para la época en Sudamérica. Un área que no es usualmente considerada por los historiadores como un centro de logros tecnológicos", dice Jeffrey Splitstoser, investigador de la Universidad George Washington, en Estados Unidos, y líder del estudio.
Hasta ahora, el récord de antigüedad lo ostentaba una tela egipcia color índigo. Se trata de un textil de la Quinta Dinastía, que tiene unos 4 mil 400 años de antigüedad. Es decir, es unos mil 500 años más joven que el encontrado en Perú. Mientras que las primeras huellas del uso de este color en China datan solo de hace tres mil años.
Por las evidencias encontradas, al parecer la tecnología para teñir telas con azul se desarrolló más o menos en la misma época en todo el mundo, dice Jeffrey Splitstoser. "Pero en esta parte del Perú, en Huaca Prieta, habrían descubierto el proceso un poco antes que el resto del planeta". El hallazgo comprueba que ya en tiempos tempranos en el Perú se dominaban todos los procesos de la cadena operativa, o tecnológica, para confeccionar un textil. Esto, independientemente de que la técnica de teñido por frotación utilizada sea, aparentemente, una de las más sencillas.
Los textiles fueron hechos solo con la habilidad de las manos, pues aún no se conocía el telar. El algodón usado es de la variedad Gossipium barbactense de 26 cromosomas. La técnica textil usada es la del entrelazado, es decir, el entrecruzamiento de hilos de urdimbre con los de trama. Estos textiles contienen bellas iconografías zoomorfas (con forma de animales), destacando la representación de un cóndor con las alas desplegadas, trabajado estructuralmente. También destaca la imagen de una serpiente bicéfala estilizada con formas geométricas. Los hilos estaban teñidos por frotación. Si bien estos textiles habían perdido su color, los hábiles colaboradores de Junius Bird restituyeron, con ayuda del microscopio, el dibujo perdido.
En Huaca Prieta, también se encontraron restos de pallares, frijoles, calabazas, zapallos, así como abundantes recursos marinos. También se hallaron artefactos líticos e instrumentos de pesca, como anzuelos de hueso, sedales de algodón, y redes de regular tamaño con pesas de piedra y flotadores de mate. Asimismo, se encontraron 33 esqueletos en posición flexionada cubiertos con esterillas, de  hace 2200 a. C.
Asimismo, es de destacar un mate pirograbado decorado con incisiones que representan un rostro humano felinizado. En 1967, Edward Lanning señaló el parecido de este rostro con los de la alfarería Valdivia III (2300 a. C.), lo que hace presumir la existencia de contactos entre la costa ecuatoriana y la costa norte peruana desde la época del Arcaico. Los mates eran utilizados como vasijas o recipientes, pues aún no se conocía la alfarería.

## Economía

### Precerámico
El período precerámico en Huaca Prieta se caracteriza por presentar una economía basada en la explotación y aprovechamiento de recursos marinos y agrícolas.  
Se practicaba intensamente la pesca con red y recolectaban crustáceos y moluscos, para lo cual debieron practicar el buceo. También cazaban lobos de mar y  explotaban las ballenas varadas en la costa. Costillas de estos cetáceos se han hallado a manera de  vigas en sus viviendas. 
En el aspecto agrícola, cultivaron: frejol, pallar, yuca, ají, calabaza, achira y algodón. Para transportar el agua usaban mates de calabaza y quizás bolsas de cuero. Desconocían la cerámica; los alimentos los preparaban sobre piedras calentadas.
La aparición u origen de la textilería peruana surge en este período con la manufactura de las primeras "telas" elaboradas en técnica pre-telar, es decir, solo con la habilidad de las manos. De estas técnicas, las más importantes fueron el entrelazado, anillado y anudado, con las cuales se trabajaron bolsas, petates, paños. En los diversos sitios precerámicos de la Costa Peruana, desde el Valle de Chicama en el norte hasta Otuma en el sur de Paracas se presenta una preferencia por el uso del entrelazado, seguido por el anillado en ocho.

### Paleoíndio
Durante el período paleoíndio ya se registraban estrategias asimétricas tempranas, pero simbióticas, de la adquisición de recursos de los entornos marítimos e interiores. Se había pensado que la pesca marítima se desarrolló por primera vez en el Holoceno temprano porque requería tecnologías sofisticadas de anzuelo, redes y embarcaciones y porque la pesca era impredecible. Los hallazgos de Huaca Prieta sugieren estrategias alimentarias más diversas y simbióticas, organizadas a través de un mosaico de ambientes marítimos y terrestres yuxtapuestos y tecnologías más variables y más simples, entre los primeros pobladores de la costa del Pacífico, incluyendo la captura de peces y leones marinos. También permiten suponer una migración humana más lenta a lo largo de algunas áreas costeras debido a la disponibilidad de recursos marítimos y terrestres suficientes y complementarios que pudieron sostener a las personas durante períodos de tiempo largos, debido al aprendizaje experiencial necesario para explotar una amplia variedad de alimentos en múltiples entornos.